# Саксаганское
Саксаганское (укр. Саксаганське; в 1928-1930 гг. — Участок-105, с 1930 до 2016 года — Жовтневое, укр. Жовтневе) — село в Саксаганском сельском совете Криничанского района Днепропетровской области Украины.
Код КОАТУУ — 1222082501. Население по переписи 2001 года составляло 280 человек.
Является административным центром Саксаганского сельского совета, в который, кроме того, входят сёла Божедаровка, Тепловка и Адамовское.

## Географическое положение
Село Саксаганское находится в 2,5 км от левого берега реки Саксагань, в 1,5 км от села Тепловка и в 2-х км от пгт Божедаровка.
По селу протекает пересыхающий ручей с запрудой. Рядом проходят автомобильная дорога Т-0429 и железная дорога, станция Адамовское в 1,5 км.